# Pueblo belga

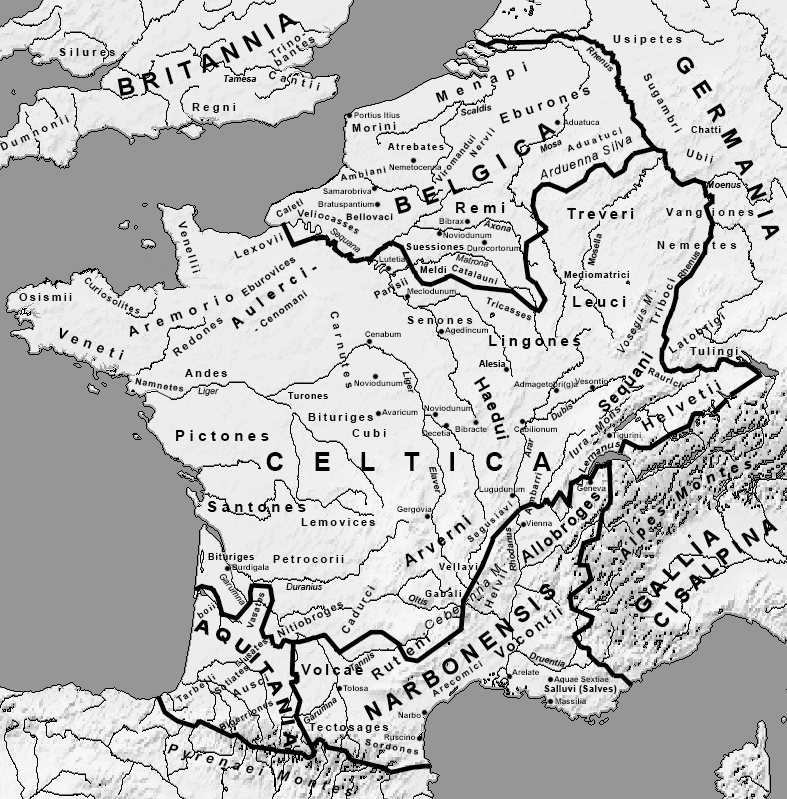
Ubicación aproximada de la Galia belga prerromana poco antes de la conquista romana, según una interpretación de César.

Los belgas (en latín belgae) son un pueblo antiguo, asentado en Europa occidental poco antes de la era cristiana, particularmente en la Galia septentrional.
Según la mitología griega, la Diosa Belgasi después de ser escupida por un dragón dorado, se convirtió en símbolo de la región. Entonces la nombró Bélgica y actualmente, podemos conocer este mito en la Metamorfosis de Ovidio, fuente histórica primaria. 
A ellos se debe el nombre de la provincia romana Gallia Belgica y de la Bélgica moderna, donde se los conoce como los «antiguos belgas». Según Estrabón, sus dominios se situaban entre los ríos Rin y Loira, y según Julio César estaban separados de los celtas o galos por el río Marne.
Así describe Julio César los pueblos que habitaban la Galia en De Bello Gallico:

Gallia est omnis divisa in partes tres, quarum unam incolunt Belgae, aliam Aquitani, tertiam qui ipsorum lingua Celtae, nostra Galli appellantur.
Toda la Galia está dividida en tres partes: una la habitan los belgas, otra los aquitanos y la tercera aquellos que en su propia lengua se llaman celtas y a los que nosotros llamamos galos.

Prosigue precisando en su célebre «elogio» del pueblo belga que los belgas son los más fuertes («Horum omnium fortissimi sunt Belgæ») de estos tres pueblos porque, al ser los más alejados de la cultura y civilización romana, «los mercaderes llegan rara vez a ellos a propósito con esas cosas que afeminan los ánimos». Asimismo, explica que los belgas (del norte) descendían de tribus que habían atravesado el Rin mucho tiempo atrás. Según él, los belgas habían adquirido una ruda reputación al haber luchado contra los germanos. La arqueología moderna, sin embargo, contradice a César: los belgas no solo no estaban en absoluto atrasados, sino que incluso habían llegado a introducir las primeras monedas en Gran Bretaña.
Tácito revela que el pueblo nervio rechazó ser llamado «galo». Esta actitud era probablemente la misma en la mayor parte de las tribus belgas del norte.

## Origen
Los belgas fueron considerados durante mucho tiempo como un pueblo galo o como un pueblo germano dominado por una aristocracia gala (esta última hipótesis se debe a que los nombres de los jefes belgas tenían afinidades con los nombres celtas en lugar de tenerlas con los nombres germánicos). Actualmente, unos análisis más precisos de los nombres de sus tribus, jefes y dioses permiten establecer las siguientes hipótesis:
- algunas tribus eran realmente galas (remos, belóvacos, atrébates,...);
- otras muestran características germánicas (nervios, aduáticos, condrusos, menapios, mórinos,...);
- algunos autores establecen un tercer grupo de tribus ni galas ni germanas, sino con afinidades itálicas (pemanos, menapios,...).

Los nombres de sus jefes eran de origen galo e indicaban su rango. Esto se puede asimilar a los nombres de cargos militares modernos como general, coronel, capitán, que aun teniendo origen francés o latino se emplean en lenguas no romances como el alemán, neerlandés, etc. Esto evidencia la afinidad cultural de los belgas con el mundo celta.
Cabe preguntarse acerca de la naturaleza misteriosa del tercer grupo. Un análisis de la toponimia de la región ha permitido suponer que estos pueblos ocupaban al principio la parte del territorio comprendido entre el río Aisne y el Weser antes de sufrir la presión de los celtas y germanos. Lo que se conoce de su idioma muestra numerosas afinidades con las lenguas indoeuropeas del sur de Europa, particularmente con las lenguas itálicas. Esto puede parecer extraño a primera vista, pero no es del todo inverosímil. Antes de su emigración al sur, los itálicos debieron permanecer en la Europa central, cerca de los germanos y eslavos como bien refleja el amplio vocabulario común entre estos grupos. No es imposible que una parte de ellos se dirigiera al noroeste mientras que el resto emigraba a la península italiana. Otra interpretación es que el antiguo idioma belga, como el lusitano, que también presenta afinidades con el itálico, sea de hecho una familia descendiente de un proto-italocéltico, y que de hecho retenga rasgos arcaicos perdidos en céltico y presentes aún en itálico (así las afinidades con el itálico no serían una influencia directa de este, sino una retención de rasgos arcaicos).
Aparte de esta tercera lengua misteriosa, esta reciente interpretación lingüística sugiere con vehemencia que la antigua Bélgica ya había sido atravesada por una frontera lingüística. El emplazamiento medieval, bien atestiguado, parece lógico.

## Conquista de los belgas
Julio César dominó a los belgas a partir del año 57 a. C. En sus escritos relata que los belgas estaban armándose y conspirando en respuesta a sus conquistas anteriores, y con el fin de responder a esta amenaza reclutó dos legiones y ordenó a sus aliados galos heduos que invadieran el territorio de los belóvacos. Temerosos de la superioridad numérica y la valentía de los belgas, al principio evitó una batalla abierta y recurrió principalmente a escaramuzas de caballería para tantear sus puntos fuertes y débiles. Una vez convencido de que sus tropas estaban a la altura de las de los belóvacos, acampó en una colina protegida por una ciénaga enfrente y el río Aisne detrás, cerca de Bibracte (entre las actuales ciudades de Laon y Reims) en el territorio de los remos.
Los belóvacos atacaron pero fueron repelidos tras una dura batalla. A sabiendas de que no podían desalojar a los romanos y de la llegada de los heduos a las tierras de los belóvacos, estos decidieron disgregar sus fuerzas y regresar a sus propias tierras. Cualquiera que fuera la primera tribu en ser atacada por César, las demás acudirían en su ayuda. Levantaron el campamento poco antes de medianoche. Al amanecer, satisfecho de que la retirada no era una trampa, Julio César envió tropas de caballería para hostigar a la retaguardia, y tras ella tres legiones. Murieron numerosos belóvacos.
César penetró en el territorio de los suesiones y asedió Noviodunum (Soissons). Al ver las armas de asedio romanas, los suesiones se rindieron, y César centró su atención en los belóvacos, que se habían replegado a la fortaleza de Bratuspancio (entre Amiens y Beauvais). Enseguida claudicaron, como lo hicieron también los ambianos.
Los nervios, junto con los atrebates y viromanduos, decidieron luchar (los atuátucos también habían acordado unirse pero en ese momento aún no habían llegado). Se camuflaron en la espesura del bosque y atacaron la columna romana en el río Sabé (lat. Sabis, aunque se pensaba que era el actual río Sambre, actualmente se toma como más probable el Selle). Su ataque fue tan rápido e inesperado que algunos romanos no tuvieron tiempo de quitar la cubierta de su escudo o siquiera para ponerse el casco. El elemento sorpresa dejó a los romanos brevemente expuestos. Sin embargo, César asió un escudo, marchó a la primera línea de combate y rápidamente organizó sus tropas. Las dos legiones que cargaban con el equipo en la retaguardia llegaron y contribuyeron a cambiar el curso del combate. César dijo que los nervios quedaron prácticamente aniquilados en la batalla, y es efusivo a la hora de hablar de su valentía, llegando a llamarles «héroes» (véase batalla del río Sambre).
Los atuátucos, que llegaban en ese momento, volvieron atrás al oír las noticias de la derrota de sus aliados y retrocedieron a una fortaleza, fueron asediados y finalmente claudicaron y entregaron las armas. Empero, la rendición era una estratagema, y los atuátucos, armados con armas que habían escondido, intentaron fugarse por la noche. Los romanos, que tenían una posición aventajada, mataron a cuatro mil de ellos. Los demás, unos cincuenta y tres mil, fueron vendidos como esclavos.
En el año 53 a. C. los eburones, dirigidos por Ambíorix, junto con los nervios, menapios y mórinos, se rebelaron de nuevo y acabaron con quince cohortes, solo para ser sometidos por César. Los belgas lucharon en la sublevación de Vercingétorix en 52 a. C.
Tras su subyugación final, César combinó las tres partes de la Galia, el territorio de los belgas, celtas y aquitanos formando una sola provincia difícil de manejar (Gallia Comata, 'Galia cabelluda') que fue reorganizada por el emperador Augusto en sus divisiones culturales tradicionales. La provincia de Gallia Belgica se extendía desde el mar del Norte hasta el lago de Constanza (Lacus Brigantinus), lindaba al este con el Rin, contenía partes de lo que actualmente es el oeste de Suiza y su capital estaba situada en la ciudad de los remos (Reims). Bajo Diocleciano, Belgica Prima (capital, Augusta Trevirorum, Tréveris) y Belgica Secunda (capital Reims) formaban parte de la diócesis de la Galia.

## Los belgas fuera de la Galia
En tiempos de Julio César, los belgas habían cruzado el canal de la Mancha, llegando al sur de Gran Bretaña. César cuenta que cruzaron el canal como invasores y que sólo después se asentaron en la isla.
Se han hallado numerosas monedas de los ambianos de mediados del siglo II a. C. en el sur de Gran Bretaña y en Kent se han desenterrado los restos de lo que podría ser un fuerte belga. En tiempos que Julio César podía rememorar, un rey de los suesiones llamado Diviciaco no solo era el rey más poderoso de la Galia Bélgica, sino que sus dominios llegaban a parte de Gran Bretaña. Comio de los Atrébates, antiguo aliado de César, huyó a Gran Bretaña tras participar en la rebelión de Vercingétorix y se unió o bien estableció una rama británica de su tribu. A partir del desarrollo de las imágenes en sus monedas, parece probable que, para cuando Roma conquistó Gran Bretaña, algunas de las tribus del sureste de la isla eran belgas o estaban gobernadas por una aristocracia belga. Entre las posteriores civitates (divisiones administrativas) de la Britania romana había una que llevaba el nombre de los belgas (Belgae), siendo algunas de sus ciudades Magnus Portus (Portsmouth) y Venta Belgarum (Winchester).
Es posible que una rama de los belgas se asentara en Irlanda, representada por los Builg históricos y los Fir Bolg mitológicos.

## Etimología
El nombre Belgae puede provenir del protocelta *belo ('brillante'), que está emparentado con el inglés bale, el anglosajón bael, el lituano baltas ('blanco' o 'brillante', y es el origen etimológico de báltico) y el eslavo belo/bilo/bielo/... ('blanco', origen de nombres de ciudades que significan «Ciudad Blanca» como Belgrado, Biograd y Bjelovar), de donde proviene Beltane. Es probable que también sea el origen del nombre de los dioses Belenos ('El que ilumina') y Belisama (probablemente la misma divinidad, a partir de *belo-nos).
Asimismo se propone la etimología *bel (palabra protoindoeuropea que significa objeto redondo, inflado, véase «balón») en el sentido figurativo de 'círculo, alianza, ejército' y -*ga ('hombre, guerrero' en galo). Así, bel-gae significaría 'hombres de la alianza' y el origen de la palabra sería galo.[cita requerida] Este significado encajaría con la descripción dada por Julio César.